# Cecina manchurica
Cecina manchurica är en snäckart som beskrevs av Arthur Adams 1861. Cecina manchurica ingår i släktet Cecina och familjen Pomatiopsidae. Inga underarter finns listade i Catalogue of Life.